# Biała (gmina w województwie opolskim)
Biała (niem. Gemeinde Zülz) – gmina miejsko-wiejska w województwie opolskim, w powiecie prudnickim. W latach 1975–1998 gmina położona była w województwie opolskim. W 2006 roku w gminie wprowadzono język niemiecki jako język pomocniczy.
Siedziba gminy to Biała.
Według danych z 31 grudnia 2024 gminę zamieszkiwało 9 798 osób.

## Geografia

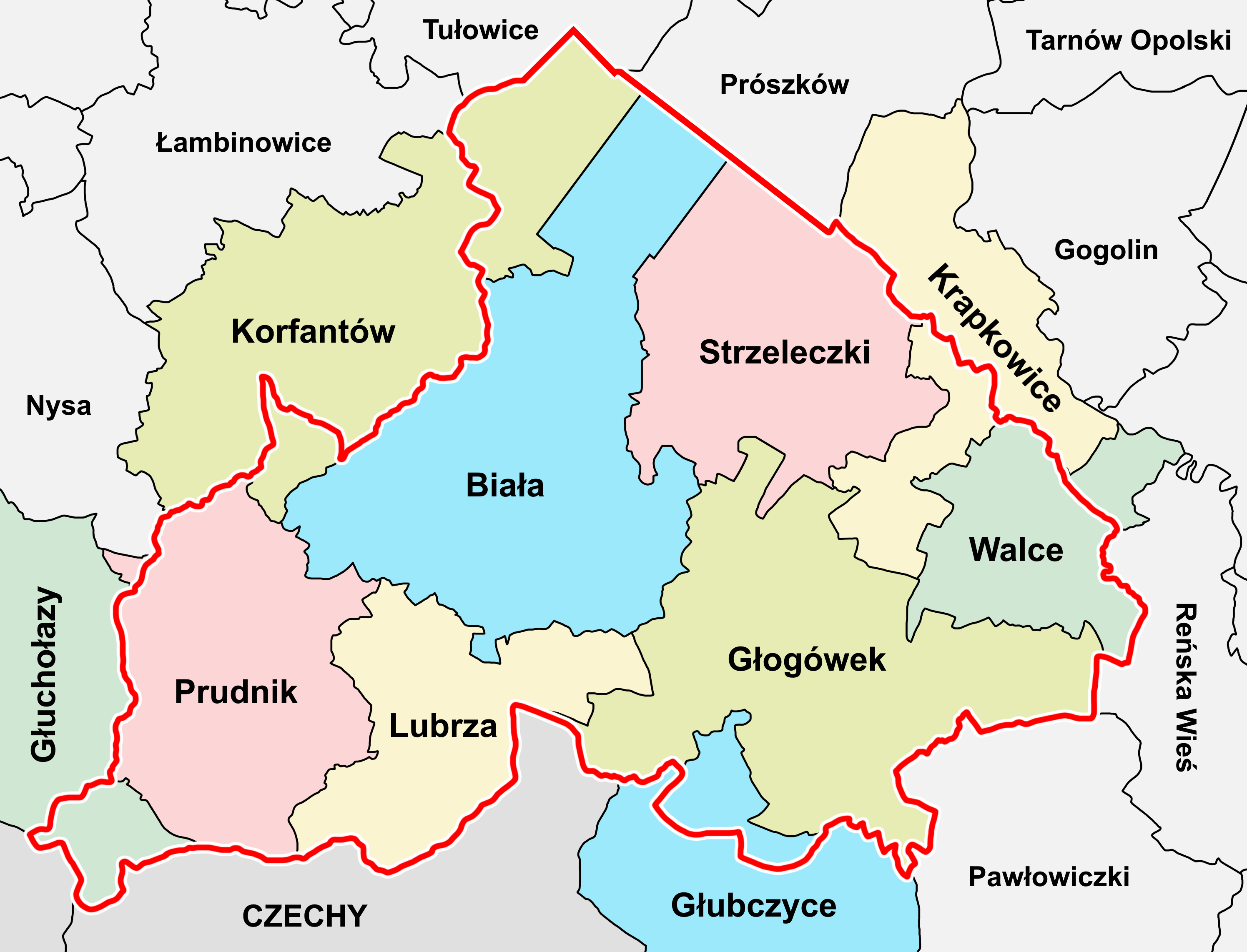
Gmina Biała w granicach ziemi prudnickiej

Gmina Biała położona jest w południowo-zachodniej Polsce, przy granicy z Czechami, na terenie Niziny Śląskiej, w regionie historycznym zwanym ziemią prudnicką, na Górnym Śląsku. Według podziału fizycznogeograficznego z 2017 dr. Krzysztofa Badory obszar gminy Biała znajduje się w granicach mikroregionów: Wysoczyzna Bialska, Dolina Górnej Białej, Równina Mosznej, Dolina Dolnej i Środkowej Białej, Wysoczyzna Niemodlińska.
Na zachodzie gmina Biała graniczy z gminą Korfantów, na północy z gminą Prószków, na wschodzie z gminami: Strzeleczki i Głogówek, na południu z gminami: Lubrza i Prudnik.

### Ukształtowanie terenu
W granicach administracyjnych gminy Biała znajdują się następujące wzniesienia:
- wzgórza: Grodzisko, Kasperkowa Górka, Szwedzka Góra
- wyniosłość: Krowia Górka

Na terytorium gminy położona jest także dolina Wąwóz Lessowy.

### Stosunki wodne

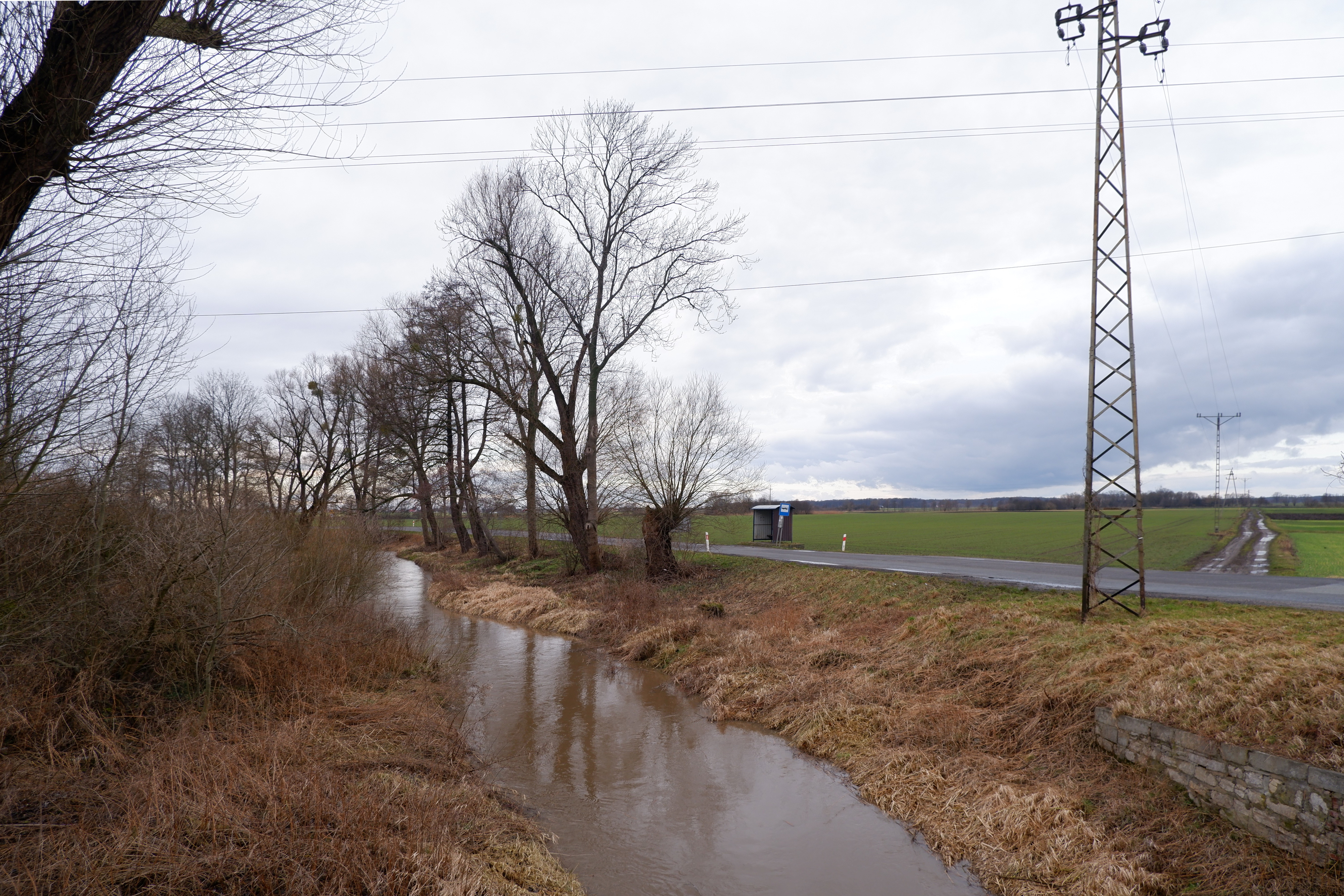
Rzeka Biała w Łączniku

Przez obszar gminy Biała przepływają następujące cieki wodne:
- rzeka: Biała
- potoki: Nowoprudnicki, Pleśna Woda, Psiniec, Śmicki Potok
- strugi: Brodnia, Diablik, Gostomka, Moszenna, Ugowa
- rowy: Rzymkowicka Struga, Smolnik

Na terytorium gminy położony jest także zbiornik wodny Zielona Zatoka.

### Pokrycie terenu
Na terytorium gminy Biała znajdują się następujące formy pokrycia terenu:
- lasy: Bory Niemodlińskie, Czartowicki Las, Fazanica, Las Chorzelicki, Morwy, Nagło, Piasek
- łąki: Chrzelicka Łąka, Czerniawa, Dębina, Pluskoty, Zielec

### Ochrona przyrody
Północna część gminy Biała należy do Obszaru Chronionego Krajobrazu Bory Niemodlińskie. Również w północnej części gminy położony jest rezerwat przyrody Jeleni Dwór. W gminie Biała znajdują się 2 pomniki przyrody. Jej południowa część znajduje się w granicach Nadleśnictwa Prudnik, północna w Nadleśnictwie Prószków.

## Struktura powierzchni
Według danych z roku 2002 gmina Biała ma obszar 195,82 km², w tym:
- użytki rolne: 75%
- użytki leśne: 18%

Gmina stanowi 34,28% powierzchni powiatu.

## Historia
Gminę Biała utworzono 1 stycznia 1973 w powiecie prudnickim w województwie opolskim. W skład gminy weszły obszary 20 sołectw: Browiniec Polski, Czartowice, Gostomia, Grabina, Józefów, Kolnowice, Krobusz, Laskowice, Ligota Bialska, Miłowice, Nowa Wieś Prudnicka, Olbrachcice, Otoki, Prężyna, Radostynia, Rostkowice, Solec, Śmicz, Wilków i Wasiłowice. 1 czerwca 1975 gmina weszła w skład nowo utworzonego (mniejszego) województwa opolskiego. 30 października 1975 do gminy Biała włączono obszar sołectw Chrzelice, Górka Prudnicka, Łącznik, Mokra, Ogiernicze i Pogórze ze zniesionej gminy Łącznik.

## Demografia

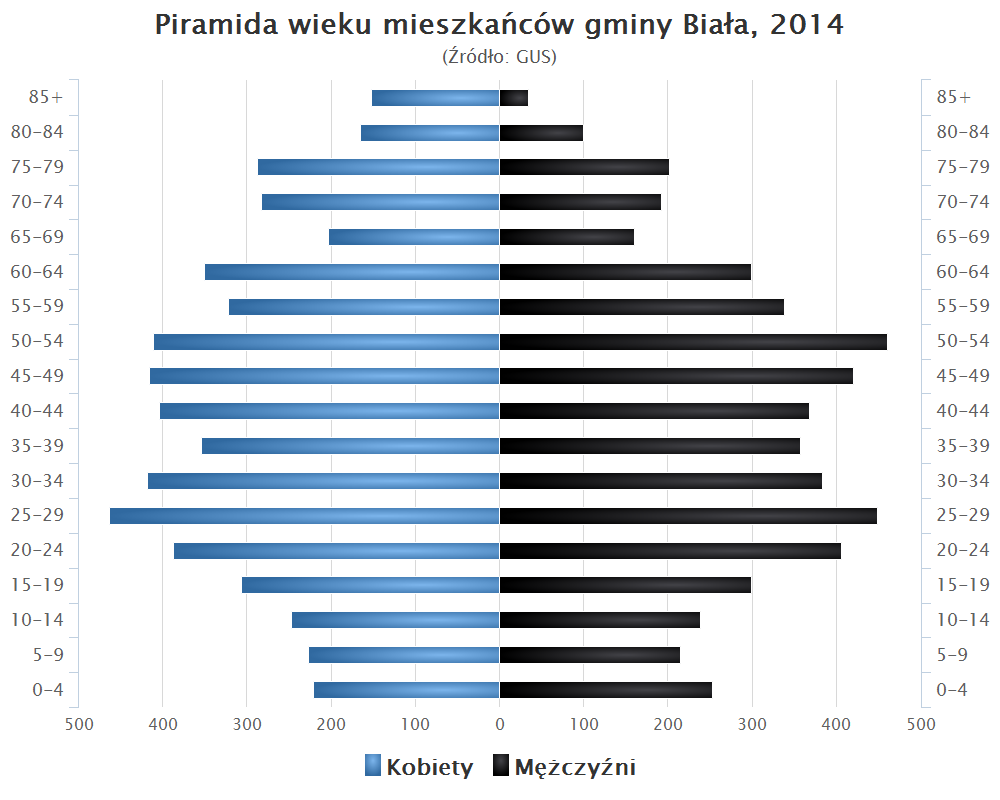
Piramida wieku mieszkańców gminy Biała w 2014 roku

Dane z 30 czerwca 2004:
| Opis                              | Ogółem | Ogółem | Kobiety | Kobiety | Mężczyźni | Mężczyźni |
| --------------------------------- | ------ | ------ | ------- | ------- | --------- | --------- |
| jednostka                         | osób   | %      | osób    | %       | osób      | %         |
| populacja                         | 11 730 | 100    | 6138    | 52,3    | 5592      | 47,7      |
| gęstość zaludnienia (mieszk./km²) | 59,9   | 59,9   | 31,3    | 31,3    | 28,6      | 28,6      |

### Struktura narodowościowa i językowa
Dane według Narodowego Spisu Powszechnego Ludności i Mieszkań 2002 – narodowość::
- polska – 48%
- niemiecka – 42,7%
- śląska – 4,7%
- inna – 4,6%

Dane według Narodowego Spisu Powszechnego Ludności i Mieszkań 2021 – narodowość (z uwagi na możliwość podania więcej niż jednej tożsamości narodowo-etnicznej dane nie sumują się do stu procent):
- polska – 88,26%
- niemiecka – 28,41%
- śląska – 11,94%
- nieustalona – 0,16%

96,41% procent mieszkańców gminy zadeklarowało w 2021 posługiwanie się w kontaktach domowych językiem polskim, ponadto (podobnie jak w przypadku narodowości, dane nie sumują się do stu procent z uwagi na możliwość zadeklarowania więcej niż jednego języka):
- 29,74% – śląskim
- 12,70% – niemieckim
- 0,64% – angielskim
- 0,38% – innym lub nieustalonym

## Polityka
Siedzibą władz jest Urząd Miejski w Białej na Rynku.

### Wybory i referenda
W referendum w 2003 mieszkańcy gminy Biała opowiedzieli się za przystąpieniem Polski do Unii Europejskiej.
W wyborach parlamentarnych do Sejmu w 2005 i 2007 w gminie wygrała Mniejszość Niemiecka. W 2011 w gminie zwyciężyła Platforma Obywatelska. W 2015 największą ilość głosów zdobyła Mniejszość Niemiecka. W 2019 w gminie wygrało Prawo i Sprawiedliwość. W 2023 łącznie większość głosów zdobyły partie: Koalicja Obywatelska, Trzecia Droga, Nowa Lewica.
W wyborach prezydenckich w 2000 mieszkańcy gminy Biała opowiedzieli się za Aleksandrem Kwaśniewskim, w 2005 za Donaldem Tuskiem, w 2010 i 2015 za Bronisławem Komorowskim, w 2020 za Andrzejem Dudą, a w 2025 za Rafałem Trzaskowskim.

## Sołectwa
Browiniec Polski, Brzeźnica, Chrzelice, Czartowice, Dębina, Gostomia, Górka Prudnicka, Grabina, Józefów, Kolnowice, Krobusz, Laskowiec, Ligota Bialska, Łącznik, Miłowice, Mokra, Nowa Wieś Prudnicka, Ogiernicze, Olbrachcice, Otoki, Pogórze, Prężyna, Radostynia, Rostkowice, Solec, Śmicz, Wasiłowice oraz Wilków.
Miejscowości niesołeckie: Jeleni Dwór, Kokot, Nagłów, Śródlesie (SIMC 0491200), Śródlesie (SIMC 0491216)

## Bezpieczeństwo
Gmina położona jest w strefie nadgranicznej w związku z czym Straż Graniczna dysponuje, na tym obszarze, specjalnymi kompetencjami w zakresie bezpieczeństwa. Gminę Biała obejmuje zasięgiem służbowym placówka Straży Granicznej w Opolu ze Śląskiego Oddziału SG.

## Sąsiednie gminy
Głogówek, Korfantów, Lubrza, Prószków, Prudnik, Strzeleczki